# L'Épave (nouvelle)
Pour les articles homonymes, voir L'Épave.
L'Épave est une nouvelle de Guy de Maupassant, initialement publiée dans la revue Le Gaulois du 1er janvier 1886, puis reprise la même année dans le recueil La Petite Roque chez l'éditeur Victor Havard.

## Résumé
Georges Garin, un vieil ami du narrateur, lui raconte comment il a passé une partie de la nuit sur une épave avec une famille d'Anglais. 

## Éditions
- Le Gaulois, 1886
- La Petite Roque, recueil paru en 1886 chez l'éditeur Victor Havard.
- Maupassant, Contes et Nouvelles, tome II, texte établi et annoté par Louis Forestier, éditions Gallimard, Bibliothèque de la Pléiade, 1979.

## Lire
Lien vers la version de L'Épave dans le recueil La Petite Roque 